# Trigonopeltastes frontalis
Trigonopeltastes frontalis är en skalbaggsart som beskrevs av Bates 1887. Trigonopeltastes frontalis ingår i släktet Trigonopeltastes och familjen Cetoniidae. Inga underarter finns listade i Catalogue of Life.